# Oblík (berg i Tjeckien, Plzeň)
Oblík är ett berg i Tjeckien.   Det ligger i regionen Plzeň, i den sydvästra delen av landet, 140 km sydväst om huvudstaden Prag. Toppen på Oblík är 1 225 meter över havet, eller 71 meter över den omgivande terrängen. Bredden vid basen är 1,7 km. Oblík ingår i Šumava.
Terrängen runt Oblík är huvudsakligen kuperad.Runt Oblík är det mycket glesbefolkat, med 2 invånare per kvadratkilometer. Närmaste större samhälle är Železná Ruda, 17,8 km nordväst om Oblík. I omgivningarna runt Oblík växer i huvudsak barrskog.